# Torneo de Antalya
El Torneo de Antalya, oficialmente Antalya Open, era un torneo oficial de tenis de la ATP que se realiza en Antalya, Turquía. Su primera edición se celebró en 2017, y se jugaba sobre pistas de hierba al aire libre, siendo de categoría ATP World Tour 250. Fue reemplazado desde 2022 en el calendario ATP por el Torneo de Mallorca

## Campeones

### Individual
| Año  | Campeón                                            | Finalista                                          | Resultado                                          |
| ---- | -------------------------------------------------- | -------------------------------------------------- | -------------------------------------------------- |
| 2017 | Yuichi Sugita                                      | Adrian Mannarino                                   | 6-1, 7-6(4)                                        |
| 2018 | Damir Džumhur                                      | Adrian Mannarino                                   | 6-1, 1-6, 6-1                                      |
| 2019 | Lorenzo Sonego                                     | Miomir Kecmanović                                  | 6-7(5), 7-6(5), 6-1                                |
| 2020 | Torneo cancelado debido a la Pandemia de COVID-19. | Torneo cancelado debido a la Pandemia de COVID-19. | Torneo cancelado debido a la Pandemia de COVID-19. |
| 2021 | Álex de Miñaur                                     | Aleksandr Búblik                                   | 2-0, ret.                                          |

### Dobles
| Año  | Campeones                                          | Finalistas                                         | Resultado                                          |
| ---- | -------------------------------------------------- | -------------------------------------------------- | -------------------------------------------------- |
| 2017 | Robert Lindstedt Aisam-ul-Haq Qureshi              | Oliver Marach Mate Pavić                           | 7-5, 4-1, ret.                                     |
| 2018 | Marcelo Demoliner Santiago González                | Sander Arends Matwé Middelkoop                     | 7-5, 6-7(6), [10-8]                                |
| 2019 | Jonathan Erlich Artem Sitak                        | Ivan Dodig Filip Polášek                           | 6-3, 6-4                                           |
| 2020 | Torneo cancelado debido a la Pandemia de COVID-19. | Torneo cancelado debido a la Pandemia de COVID-19. | Torneo cancelado debido a la Pandemia de COVID-19. |
| 2021 | Nikola Mektić Mate Pavić                           | Ivan Dodig Filip Polášek                           | 6-2, 6-4                                           |